# Nowostaw (przystanek kolejowy)
Nowostaw (ukr. Новостав, ros. Новостав) – przystanek kolejowy w miejscowości Nowostaw, w rejonie rówieńskim, w obwodzie rówieńskim, na Ukrainie. Leży na linii Zdołbunów – Kowel.